# Ivana Maletić
Ivana Maletić (Šibenik, 12. listopada 1973.), hrvatska političarka, magistrica ekonomije i članica HDZ-a. 
Na izborima za Europski parlament 2013., izabrana je kao jedna od hrvatskih zastupnika u Europskom parlamentu. 
Nakon studija ekonomije u Zagrebu od 1992. do 1997. godine, zapošljava se u Ministarstvu financija Republike Hrvatske. Prolazi put od vježbenice, preko stručne suradnice, do savjetnice. U rujnu 2004. godine postaje načelnicom Odjela za poslove nacionalnog fonda Ministarstva financija RH, da bi u svibnju 2005. godine bila imenovana pomoćnicom ministra financija Ivana Šukera (HDZ), te joj je povjereno vođenje Uprave za izvršavanje državnog proračuna. U to vrijeme Ivana Maletić još nije bila članicom ni jedne političke stranke.
U Ministarstvu financija kojega i dalje vodi ministar Ivan Šuker, unaprijeđena je u veljači 2008. godine na mjesto državne tajnice. Tu funkciju obnaša do srpnja 2009. godine, da bi u travnju travnja 2010. godine bila imenovana na dužnost Zamjenice glavnog pregovarača u postupku pristupanja Republike Hrvatske Europskoj unije.
Članicom HDZ-a postaje u lipnju 2012. godine, ubrzo nakon što je Tomislav Karamarko u svibnju iste godine postao predsjednikom te stranke. Na izborima za Europski parlament travnju 2013. godine postaje hrvatskom zastupnicomu Europskom parlamentu, kao kandidat HDZ-a. Na izborima za Europski parlament 2014. godine ponovno je izabrana za zastupnicu. 
U političkom radu, često se bavi pitanjem povlačenja sredstava iz Europskih fondova u Hrvatsku i općenito pitanjima javnih financija.
Autorica je više stručnih članaka i koatorica više stručnih knjiga iz područja javnih financija.

## Vanjske poveznice
- Profil na službenoj stranici Europskog parlamenta
- Profil na službenoj stranici Ministarstva financija Republike Hrvatske  Arhivirana inačica izvorne stranice od 28. rujna 2015. (Wayback Machine)
- Službene stranice Ureda zastupnice u Europskom parlamentu Ivane Maletić (Životopis)
- Stranice Ivane Maletić, kod stranke HDY